# Club Atletico Faenza 2003-2004
La Penta Faenza 2003-2004 ha vinto la Poule per la FIBA Cup, in Serie A1.

## Rosa
Ecco la formazione cestistica del Club Atletico Faenza che ha affrontato il campionato di Serie A1 femminile FIP 2003-2004.